# 高浜与七
高浜 与七（たかはま よしち、1868年9月3日（明治元年7月12日） - 1938年（昭和13年）3月7日）は、日本の政治家、衆議院議員（1期）。

## 経歴
愛知県出身。材木商を営む。木曽興業、東海養魚、東海印刷各(株)取締役、農商貯蓄銀行監査役となる。
1911年、内藤魯一死去による衆議院愛知県郡部の補欠選挙で立憲政友会公認で立候補して当選した。衆議院議員を1期務め、1912年の第11回衆議院議員総選挙で落選した。1938年に死去した。